# 交響曲第2番 (ツェムリンスキー)
交響曲第2番変ロ長調は、アレクサンダー・フォン・ツェムリンスキーにより1897年9月9日に完成され、1899年3月5日に作曲者の指揮で初演された交響曲である。ツェムリンスキーはこの作品でベートーヴェン賞を受賞した。

## 楽器編成
フルート2、オーボエ2、クラリネット2、ファゴット2、ホルン4、トランペット2、トロンボーン3、チューバ、ティンパニ、弦五部

## 演奏時間
約40分。

## 楽曲構成
- 第1楽章 ソステヌート -　アレグロ
ソナタ形式。 金管によるファンファーレの後、弦が序奏主題を提示する。
- 第2楽章 スケルツァンド
ティンパニの短い導入の後、木管と弦の対話によりスケルツォ主題を形成する。
- 第3楽章 アダージョ
三部形式。

- 第4楽章 モデラート
ブラームスの交響曲第4番から着想を得ており、30の変奏とコーダからなる。弦のピッツィカートで開始される。